# قبعات التفكير الست
قبعات التفكير الست (بالإنجليزية: Six Thinking Hats)‏ هي من أهم أساليب وطرق من الكاتب إدوارد دي بونو لتنمية الإبداع في تحسين التفكير الإبداعي وتساعد قبعات التفكير الست على منح عملية التفكير قدرها من الوقت والجهد وترتكز العملية الإبداعية على أمر هام جداً وهو نمط التفكير عند الإنسان وأسلوب تعامله العقلي والفكري مع مجريات الأحداث المختلفة.

## لمحة
حاول بعض العلماء أن يتعمقوا في دراسة وتحليل العملية التفكيرية عند الإنسان، وسعوا إلى تنميتها وتقسيمها حتى يسهل التعامل معها، ومن أشهر العلماء الذين قاموا بهذه الدراسات الطبيب إدوارد دي بونو والذي استفاد من معلوماته الطبية عن المخ في تحليل أنماط التفكير عند الإنسان حتى ابتكر طريقة القبعات الست ومن ثم أصبح دي بونو أشهر اسم في العالم في مجال التفكير وتحليله وأنماطه، واخترع عدة نظريات في هذا المجال ومن أشهرها التفكير الجانبي والميداليات الست.
كيف نشأ مصطلح قبعات التفكير، وما المقصود منه؟
لمعت فكرة قبعات التفكير في ذهن دي بونو أثناء سفره من بريطانيا إلى ماليزيا، وشرارة هذه الفكرة انطلقت لدى مقارنته بين طريقة تفكير الغرب التي تعتمد على الفلسفة السفسطائية القائمة على الجدل والحوار والمناقشة، وطريقة تفكير الشرق، وخاصة اليابانيين، التي تعتمد على التفكير المتوازي - كما سماه- فالطريقة الأولى تقوم على التفكير المتعاكس بين الأفراد المجتمعين، حيث يبدي كل طرف وجهة نظره في مسألة ما، ويجادل الآخر لإثبات صحة هذا الرأي، وهذا يجعل الأفكار متعاكسة، أي كل فكرة تقابلها فكرة مختلفة، مما يجعل الأفكار تتجاذب في أحيان كثيرة فتصبح المحصلة صفراً في النهاية، وذلك وفقا للقانون الفيزيائي الذي أثبت أن دفع الجسم من هذه الجهة، ومن الجهة المقابلة بنفس القدر يفقده الحركة، فتكون المحصلة صفرا، وإسقاط هذا القانون على طريقة التفكير المتعاكس يعني أن الجدال أحيانا لا يؤدي إلى نتيجة مرضية، في حين كنا نعتقد أن هذا الجدال سبيل لتحقيق الموضوعية في التفكير.
أما طريقة التفكير المتوازي التي يستخدمها اليابانيون بنجاح في إدارة اجتماعاتهم تقوم على التشارك بالرأي باستخدام عدة أنماط متوازية في التفكير، فكل نمط يوازي النمط الآخر ولا يعاكسه، وذلك من أجل الوصول إلى نتائج وقرارات سريعة وفعالة.
فعلى سبيل المثال: لتوضيح آلية اتخاذ قرار ما تبعا لطريقة التفكير المتوازي:
عدد من المدراء في شركة يناقشون إمكانية إصدار قرار لشراء شركة معروضة للبيع. في البداية، يتشارك جميع الأفراد من هذه الإدارات لجمع معلومات عن الشركة المعروضة للبيع، حيث يسلك الجميع خط عمل موحد الأهداف والطريقة، ثم يفكر الجميع في الإيجابيات والمميزات التي يمكن جنيها من عملية الشراء، ثم التفكير الموحد بالسلبيات، وهكذا تتحقق طريقة التفكير المتوازي الذي يمنع حدوث التصادم بين الآراء المتعاكسة، وتعدد أنماط التفكير المتوازي قاد إلى فكرة قبعات التفكير.
نظرًا لأن الجميع يركزون على نهج معين في أي وقت، فإن المجموعة تميل إلى أن تكون أكثر تعاونًا مما لو كان أحد الأشخاص يتفاعل عاطفيًا (القبعة الحمراء) بينما يحاول شخص آخر أن يكون موضوعيًا (القبعة البيضاء) ولا يزال شخص آخر ينتقد النقاط التي تنشأ عن المناقشة (القبعة السوداء). تساعد القبعات الأفراد في معالجة المشكلات من مجموعة متنوعة من الزوايا، وتركز الأفراد على أوجه القصور في الطريقة التي يتعاملون بها مع حل المشكلات.

## ما هذه القبعات (الأنماط)، وكيف تعمل؟
هي عبارة عن ستة أنماط تمثل أكثر أنماط التفكير الشائعة عند الناس، فالقبعة البيضاء تمثل التفكير الرقمي، الذي يؤمن بلغة الأرقام والوثائق والإثباتات، والقبعة الصفراء تمثل نمط التفكير المتفائل الحالم الذي يركز على الإيجابيات، والقبعة الحمراء تمثل نمط التفكير العاطفي الذي يفعَّل العاطفة وخياراتها بشكل أكبر وفي كل المواقف، والقبعة السوداء تمثل نمط التفكير المتشائم الذي يركز على السلبيات، والخضراء تمثل نمط التفكير الإبداعي، الذي يهتم بالبحث عن البدائل الأخرى، والتفكير بالأمور بطريقة غير مألوفة وجديدة، أو يعطي الكلمات دائماً مفهوماً معاكساً، وأخيراً القبعة الزرقاء، التي تسمى قبعة التحكم بالعمليات، وتمثل نمط التفكير الذي يدير ويضع جدول الأعمال ويخطط ويرتب وينظم باقي العمليات.
والفكرة الأساسية التي يقوم عليها برنامج قبعات التفكير هي ضرورة تدّرب الإنسان على ممارسة كل هذه الأنماط أثناء حل المشكلات والقضايا العالقة تجنباً للوقوع في مصيدة تشويش الأفكار، ويتم ذلك من خلال الممارسة والتدّرب على تجسيد شخصية الإنسان الرقمي والعاطفي والمبدع والإيجابي والسلبي، باختصار…. ارتداء قبعة كل نمط ثم خلعها لارتداء القبعة الأخرى وهكذا….، فتبديل كل هذه القبعات وممارسة كل هذه الأنماط من التفكير على حدا يساعد الإنسان على ترتيب أفكاره أكثر وتنظيمها بشكل متوازٍ، فيكفل له الوصول إلى الحل الأفضل للمشكلة واتخاذ القرار السليم.

## كيف نتعامل مع القبعات الست؟
إن القبعات التي نتحدث عنها قبعات ليست حقيقية، وإنما قبعات نفسية، أي أن أحداً لن يلبس أية قبعة حقيقية، وطريقة القبعات الست هي الجواب على السلبية حيث ستتوقف بعد استيعابك لهذه الطريقة عن منع الناس من التفكير.
فمفتاح الموضوع ليس منع أي نوع من التفكير، وإنما إعطاء كل نوع من التفكير اسمه، فهذه الطريقة تعطيك الفرصة لتوجه الشخص إلى أن يفكر بطريقة معينة ثم تطلب منه التحول إلى طريقة أخرى، كأن يتحول مثلاً إلى تفكير القبعة الخضراء التي ترمز إلى الإبداع.
وحتى إذا لم يكن المشتركون في الجلسة يحسنون الإبداع فنقول ” لنخصص ثلاث دقائق لتفكير القبعة الخضراء، لنقم بذلك كأننا ممثلون نقوم بهذا الدور، هذا التوجية يجعل الحاضرين يفكرون دون حواجز ودون خوف.
وحينما نتحول من نوع التفكير إلى آخر عن اتفاق وقصد فإن الذي يكون في موقف الناقد دوماً (و هو تفكير القبعة السوداء) يصبح في وضع ضعيف ما لم يغير طريقته المعتادة، ويتوقف عن الهجوم على الآخرين.
تبدأ التسلسلات وتنتهي دائمًا بقبعة زرقاء؛ حيث تتفق المجموعة معًا على كيفية تفكيرها ثم تقوم بالتفكير، ثم تقيم نتائج هذا التفكير وما يجب أن تفعله بعد ذلك. يمكن استخدام التسلسلات (والقبعات أيضًا) من قبل الأفراد الذين يعملون بمفردهم أو في مجموعات. فيما يلي أمثلة للبرامج وعادةً ما تُستخدم كل قبعة لمدة دقيقتين تقريبًا في كل مرة - على الرغم من أنه في بداية العملية تكون جلسة القبعة البيضاء الممتدة شائعة لجعل الجميع على نفس الصفحة، ويُنصح باستخدام القبعة الحمراء لفترة قصيرة جدًا للحصول على رد فعل غريزي - حوالي 30 ثانية، وغالبًا ما تأخذ في الممارسة العملية شكل التصويت بالنقاط.

## خصائص القبعات الست
يذكر إدوارد دي بونو في كتابه 1992,Serious Creativity أن التفكير له أنماط ستة نعبر عنها بقبعات ست، وكل قبعة لها نوع يميز هذا النمط، وعندما تتحدث أو تناقش أو تفكر فأنت تستعمل نمطاً من هذه الأنماط أي تلبس قبعة من لون معين، وعندما يغير المتحدث أو المناقش نمطه فهو يبدل قبعته، وهذه المهارة يمكن تعلمها والتدرب عليها.
إن متعة وفاعلية التفكير لا يتحققان إلا بخلو التفكير من التداخلات التي قد تسبب في التشويش الفكري الذي يعيق الوصول إلى قرار أفضل، ويعتبر التفكير البناء وسيلة لتحقيق فكر غير مشوش أو متداخل، حيث نقوم بالتركيز على نوع واحد من التفكير فقط في الوقت الواحد والتأكد من إعطاء الانتباه الكافي لكل الأمور.
ما الهدف الأساسي من استخدام قبعات التفكير؟
استخدام قبعات التفكير يحقق عدة أغراض هامة منها: الابتعاد عن التحيز وتحقيق الموضوعية والمصداقية والعدالة، وتوضيح الأفكار والوعي بها أكثر، وتحقيق التنوع والاتزان بالتفكير، وتوجيه التفكير نحو أفكار جديدة ومبدعة.

## أنواع القبعات وأنماط التفكير
1. القبعة البيضاء وترمز إلى التفكير الحيادي
2. القبعة الحمراء وترمز إلى التفكير العاطفي
3. القبعة السوداء وترمز إلى التفكير السلبي
4. القبعة الصفراء وترمز إلى التفكير الإيجابي
5. القبعة الخضراء وترمز إلى التفكير الإبداعي
6. القبعة الزرقاء وترمز إلى التفكير الموجه

### القبعة البيضاء
وترمز إلى التفكير الحيادي، هذا التفكير قائم على أساس التساؤل من أجل الحصول على حقائق أو أرقام، إن الأسئلة الموضوعة تنتظر إجابات لسد الثغرات في المعلومات ولكن الحقائق أو الأرقام قد تكون مؤكدة أو غير مؤكدة، ما هو مؤكد يعطي اتجاهاً لفكرة، ويضع خطا على خريطة التفكير، ويرسي أساساً للاتفاق مع الآخرين، أما غير المؤكد من تلك الحقائق أو الأرقم فيثار حوله النقاش وتكون المواجهة.
ويركز مرتدو هذه القبعة على التفكير الحيادي وتحديداً على الأمور التالية:
- طرح وتجميع المعلومات أو الحصول عليها.
- التركيز على الحقائق والمعلومات.
- التجرد من العواطف والرأي.
- الاهتمام بالوقائع والأرقام والإحصاءات.
- الحيادية والموضوعية التامة وتمثيل دور الكمبيوتر في إعطاء المعلومات أو تلقيها دون تفسيرها.
- الاهتمام بالأسئلة المحددة للحصول على الحقائق أو المعلومات.
- الإجابات المباشرة والمحددة على الأسئلة.
- التمييز بين درجة الصحة في كل رأي.
- الإنصات والاستماع الجيد.
- حاول أن تلبسها الآخرين
- استعملها في بداية الجلسة

### القبعة الحمراء
وترمز إلى التفكير العاطفي:
إنه عكس التفكير الحيادي الذي يتميز بالموضوعية، فهو قائم على ما يكمن في العمق من عواطف ومشاعر، كذلك يقوم على الحدس من حيث هو رؤية مفاجئة أو فهم خاطف لموقف معين. وإن تأثير كل ذلك على التفكير يتم بطريقة خفية ويعتبر جزءاً من خريطة التفكير، وليست هناك حاجة لتبرير أو تحليل تلك التأثيرات حيث لم يتم التوصل إلى نتيجة، وغالباً ما يتعدى الفكرة إلى السلوك.
إن هذا التفكير قائم على الإحساس والشعور والذي قد لا تكون هناك كلمات للتعبير عنه، ولكن كلما حقق هذا النوع من التفكير نجاحاً، كلما ازداد الاعتماد عليه والثقة فيه.
قوة تأثير المشاعر في التفكير تتوقف على مدى قوة خلفية العواطف، واستثارة العواطف بإدراك معين، واحتواء العواطف على مقدار كبير من المصلحة الذاتية.
هذه القبعة ترمز إلى التفكير العاطفي وعندما ترتديها فأنت تمارس بعض الأمور التالية:
- إظهار المشاعر والأحاسيس (و ليس بالضرورة بوجود مبرر لهذه المشاعر)
- ومن أبرز هذه المشاعر (السرور، الثقة، الاستقرار، الغضب، الشك، القلق، الأمان، الحب، الغيرة، الخوف، الكره).
- الاهتمام بالمشاعر فقط بدون حقائق أو معلومات.
- تبين الجانب الإنساني غير العقلاني وتتميز غالباً بالتحيز أو التخمينات التي لا تصل إلى درجة جعلها فرضيات، أي مشاعر ليس لها سوى إحساس الفرد بها في الغالب.
- المبالغة في تحليل الجانب العاطفي وإعطاؤه وزناً أكبر من المعتاد.
- رفض الحقائق أو الآراء دون مبرر عقلي بل على أساس المشاعر أو الإحساس الداخلي.
- حاول أن تنبه الآخرين إلى عدم ارتدائهم لها.
- حاول أن تجعل المقابل يرتديها لتعرف حقيقة مشاعره للأمر.
- قلل من استعمالها في جلسات العمل.

### القبعة السوداء
وترمز إلى التفكير السلبي (أو النقدي):
إن أساس هذا التفكير: المنطق والناقد والتشاؤم، أنه دائماً في خط سلبي واحد، سواء في تصوره للأوضاع المستقبلية، أو تقييمه لأوضاع ماضيه، ورغم أنه يبدو منطقياً فإنه ليس عادلاً باستمرار، إنه غالباً ما يقدم منطقاً يصعب كسره وغالباً ما يركز على أشياء فرعية أو صغيرة.
إن كيميائية المخ التي تشكل هذا النوع من التفكير قد تكون هي كيميائية الخوف أو عدم الرضا، إنه سهل الاستعمال ويعطي قناعة لدى البعض بأنهم في دائرة الضوء، ويعطيهم الإحساس بالتميز عن مقدمي أي فكرة أو اقتراح.
إن المنطق الإيجابي مطلوب لإيجاد البدائل والردود على هذا النوع من التفكير ولهذا لا بد من التأكد من أساسيات المنطق وتبريراته، وأن تكون القواعد المستنبطة مباشرة وسليمة، وأن تكون هناك محاولة لاستنباط قواعد أخرى.
إن لهذا النوع من التفكير له جوانبه الإيجابية، فهو يحدد المخاطر التي يمكن أن تحدث عند الأخذ بأي اقتراح.
هناك أمور تميز هذه القبعة ذات التفكير السلبي أو التشاؤمي أو المنطق الرافض وعندما ترتديها فأنت تفعل بعض ما يلي:
- نقد الآراء ورفضها باستعمال المنطق.
- التشاؤم وعدم التفاؤل باحتمالات النجاح.
- استعمال المنطق وتوضيح الأسباب التي قد تؤدي لعدم النجاح.
- إيضاح نقاط الضعف في أي فكرة والتركيز على الجوانب السلبية لها.
- التركيز على احتمالات الفشل وتقليل احتمالات النجاح.
- التركيز على العوائق والمشاكل والتجارب الفاشلة.
- التركيز على الجوانب السلبية كارتفاع التكاليف أو قوة الخصوم أو شدة المنافسة.
- توقع الفشل والتردد في الإقدام.
- عدم استعمال الانفعالات والمشاعر بوضوح بل استعمال المنطق وإظهار الرأي بصورة سلبية.
- حاول أن ترتديها حتى لا تبالغ في التفاؤل أو تغامر بدون حساب.
- حاول أن تميز المتحدث عندما يرتديها.
- عندما ترتديها اعترف بنقاط الضعف واقترح كيفية التغلب عليها.
- عندما تحاور من يرتديها لا ترفض المخاطر أو المشاكل بل قدم حلولاً لها أو بين خطأ الرأي المضاد.
- استعمالها مع القبعة الصفراء للتعرف على سلبيات وإيجابيات أي اقتراح.

### القبعة الصفراء
وترمز إلى التفكير الإيجابي:
إن هذا التفكير معاكس تماماً للتفكير السلبي، ويعتمد على التقييم الإيجابي، إنه خليط من التفاؤل والرغبة في رؤية الأشياء تتحقق والحصول على المنافع، وقليل من الناس يتبعون هذا التفكير، ويتزايد عددهم إذا كانت الأفكار المطروحة تتمشى مع أفكارهم. وهناك نوع من الناس المتفائلين لدرجة التهور أحياناً ويتخذون بعض القرارات على أساس نظرة تفاؤلية مبالغ فيها.
وهذا النوع من التفكير يحتاج إلى حجج قوية حتى لا ينقلب إلى نوع من التخمين، ورغم أهميته في طريقة التفكير، إلا أنه ليس كافياً ويحتاج إلى النقد السلبي ليحصل التوازن.
ومجالاته الأساسية هي حل المشكلات واقتراح التحسينات واستغلال الفرص وعمل التصميمات اللازمة للتغيرات الإيجابية.
إنه لا يتطلب التخصص الدقيق أو المهارة العالية بقدر ما يتطلب القدرة على الجمع بين العوامل والمكونات للمشكلات والقدرة أيضاً على فصلها بعضها عن البعض لكي يقدم حلاً أو تصور أو تصميماً.
وتعبر هذه القبعة عن التفكير الإيجابي ومن يرتديها يهتم بالتالي:
- التفاؤل والإقدام والاستعداد للتجريب.
- التركيز على إبراز احتمالات النجاح وتقليل احتمالات الفشل.
- تدعيم الآراء وقبولها باستعمال المنطق وإظهار الأسباب المؤدية للنجاح.
- إيضاح نقاط القوة في الفكرة والتركيز على جوانبها الإيجابية.
- تهوين المشاكل والخاطر وتبيين الفروق عن التجارب الفاشلة السابقة.
- التركيز على الجوانب الإيجابية كالربح العالي والقوة الذاتية ونقاط الضعف في الخصوم والمنافسين.
- الاهتمام بالفرص المتاحة والحرص على استغلالها.
- توقع النجاح والتشجيع على الإقدام.
- عدم استعمال المشاعر والانفعالات بوضوح بل استعمال المنطق وإظهار الرأي بصورة إيجابية ومحاولة تحسينه.
- يسيطر على صاحبها حب الإنتاج والإنجاز وليس بالضرورة الإبداع.
- يتمتع بأمل كبير وأهداف طموحة يعمل نحوها.
- ينظر للجانب الإيجابي في أي أمر ويبرر له تهوين الجانب السلبي.
- حاول أن ترتدي القبعة الصفراء قبل وبعد السوداء عند مناقشة أي اقتراح ليحدث التوازن.
- حاول أن تميز الحديث عندما يرتدي صاحبه هذه القبعة.

### القبعة الخضراء
وترمز إلى التفكير الإبداعي:
لقد اختار دي بونو اللون الأخضر ليكون مركزاً للإبداع والابتكار إنه مثل نمو النبات الكبير من الغرسة الصغيرة، إنه النمو، إنه التغير، والخروج من الأفكار القديمة.
هناك أوقات نحتاج فيها أن ندخل في التفكير المبدع عن قصد، تماماً كما قلنا عن الدخول في تفكير القبعة الحمراء وعن التفكير السلبي، وقد تكون أهمية التفكير الإبداعي أكثر من غيره من التفكير. فحينما نشرع في هذا التفكير عن قصد فنحن نستخرج أفكاراً تتجاوز التفكير الموجود عادة، ونحمي الغرسات الصغيرة التي هي الأفكار الجديدة من التفكير الذي يحاول تجفيفها، وهو تفكير القبعة السوداء.
إن تفكير القبعة الخضراء يمضي بعيداً خلف التقويم الإيجابي ويتغاضى عن إصدار الأحكام العقلية حتى لا تكبله تلك الأحكام عن إيجاد الشيء الجديد، إنها تعني بالحركة وتمد أفقها إلى ما يمكن أن يؤدي إلى الشيء المطلوب بلا قيود.
إن التفكير الإبداعي أو الإحاطي نعبر عنه بالقبعة الخضراء ومرتديها يتميز بالتالي:
- الحرص على الجديد من الأفكار والآراء والمفاهيم والتجارب والوسائل.
- البحث عن البدائل لكل أمر والاستعداد لممارسة الجديد منها.
- لا يمانع في استغراق بعض الوقت والجهد للبحث عن الأفكار والبدائل الجديدة.
- استعمال طرق الإبداع ووسائله مثل (ماذا لو….؟) أو (التفكير الجانبي) وغيرها للبحث عن الأفكار الجديدة.
- محاولة تطوير الأفكار الجديدة أو الغريبة.
- الاستعداد لتحمل المخاطر واستكشاف الجديد.
- عندما تستعمل هذه القبعة اتبعها بالسوداء والصفراء حتى تعرف سلبيات وإيجابيات الفكرة الجديدة.
- حاول أن ترتديها قبل الاختيار بين البدائل المطروحة فلعلك تجد أفكاراً أو بدائلاً جديدة.
- حاول أن تنتبه عندما يرتديها الشخص المقابل وساعده على تطوير الأفكار الجيدة

### القبعة الزرقاء
وترمز إلى التفكير الموجه (الشمولي):
إنه تفكير النظرة العامة، والسبب في اختيار اللون الأزرق هو أن السماء زرقاء وهي تغطي كل شيء وتشمل تحتها كل شيء، وثانياً لأن اللون الأزرق يوحي بالإحاطة والقوة كالبحر إننا حين نلبس القبعة الزرقاء فنحن لا نفكر بالموضوع المطروح للبحث، وإنما نفكر بالتفكير، نفكر كيف نوجه التفكير اللازم للوصول إلى أحسن نتيجة.
إن عمل تفكير القبعة الزرقاء يشبه مخرج المسرحية، إنه يقرر أدوار الممثلين، ومتى سيدخلون، ومتى سيقفون، والدور المناسب لكل منهم.
يقوم صاحب القبعة الزرقاء بتقرير أي القبعات يجب أن تنشط ومتى يكون عملها.
إنه يضع الخطة لتفكير القبعات المختلفة ويتابع إعطاء التعليمات في نسق معين. إن هذه النظرة تختلف اختلافاً شديداً عن النظرة التقليدية التي تجعل التفكير عملية تلقائية تنساب انسياباً بلا تحكم.
إن دي بونو يفرق بين المفكر الجيد والمفكر غير الجيد، والفرق عنده هو في القدرة على التركيز فهناك التفكير بالمعنى الواسع العام، وليس هذا هو التفكير الجيد، وإنما التفكير الجيد هو القدرة على توجيه التفكير بشكل محدد نحو المسألة المطروحة للبحث والوصول إلى أحسن الأجوبة.
ومهمة تفكير القبعة الزرقاء – سواء أكان الفرد يفكر وحده أو ضمن مجموعة – أن ينتبه إلى أي انزلاق أو ابتعاد عن الموضوع الذي يدور حوله البحث والتفكير.
إذاً القبعة الزرقاء توحي بالتفكير المنظم أو الموجه وصاحبها يتميز بالاهتمام بما يلي:
- البرمجة والترتيب وخطوات التنفيذ والإنجاز.
- توجيه الحوار والفكر والنقاش للخروج بأمور عملية.
- التركيز على محور الموضوع وتجنب الإطناب أو الخروج عن الموضوع.
- تنظيم عملية التفكير وتوجيهها.
- تميز بين الناس وأنماط تفكيرهم أي صاحبها يرى قبعات الآخرين بوضوح.
- توجيه أصحاب القبعات الأخرى (و غالباً بواسطة الأسئلة) ومنع الجدل بينهم.
- التلخيص للآراء وتجميعها وبلورتها.
- يميل صاحبها لإدارة الاجتماع حتى ولو لم يكن رئيس الجلسة.
- يميل للاعتراف بأن الآراء الأخرى جيدة تحت الظروف المناسبة ثم يحلل الظروف الحالية ليبين ما هو الرأي المناسب في هذه الحالة.
- يميل للتلخيص النهائي للموضوع أو تقديم الاقتراح الفعال المقبول والمناسب.
- حاول أن ترتديها وخاصة عند نضج الموضوع في نهاية الجلسة.
- حاول أن تميز من يرتديها وساعده على عدم السيطرة إلى أن ينضج الموضوع ثم ساعده في أداء دوره ولا تسمح بارتدائها في أول الجلسة.

## ما أهم استخدامات قبعات التفكير؟
يمكن استخدام طريقة عمل قبعات التفكير في مجالات عديدة في الحياة، سواء في التعليم أو الإعلام أو القضاء، أو الأسرة والعلاقات الاجتماعية، وفي مجالات الأعمال كلها واتخاذ القرارات….
ففي التعليم مثلاً، يمكن للمعلم أن يُعلَّم الطلاب مهارات التفكير من خلال لعبة القبعات، فعندما يعرفون عمل كل قبعة سيحفزهم ذلك على التفكير بعمق في كل نمط من الأنماط الستة، لا سيما وأن استخدام اللعب في التعليم يدفع الطالب إلى التركيز أكثر على المعلومة فيستفيد منها بشكل أكبر وممتع….
واستخدام القبعات في مجال الإعلام يحقق الموضوعية والمصداقية وهما شرطان أساسيان لأي مادة إعلامية ناجحة، فالمشاهد أو القارئ لن يقتنع عندما يقرأ مثلاً مقالاً صحفياً لا يتضمن إلا إيجابيات الظاهرة المدروسة التي يتحدث عنها أو سلبياتها فقط، أو لا يتضمن أرقاماً ومعطيات معينة ووثائق توضح هذه الظاهرة وكذلك حلولاً مبدعة لها.
وفي عام 2005 وجدت هذه الأداة بعض الاستخدام في قطاع الابتكار بالمملكة المتحدة، حيث عرضتها بعض شركات التيسير وتم تجربتها داخل الخدمة المدنية بالمملكة المتحدة.

## أمثلة
- مثال على القبعة الحمراء:أنا احب الله سبحانه وتعالى.
- مثال على القبعة الخضراء:دعونا نبحث عن فكرة جديدة.
- مثال على القبعة الصفراء:هذه الفكرة لديها عدة ايجابيات كوجود حل بديل.
- مثال على القبعة السوداء: هذه الفكرة لديها عدة سلبيات كقلة عدد الموارد المتاحة لدينا.
- مثال على القبعة الزرقاء:لدينا الآن أربع أقتراحات ، ما هي الخطوة القادمة ؟؟
- مثال على القبعة البيضاء: لدينا عدد 55 طالب في المدرسة. 30 ولد و 25 بنت.